# Grand Prix Minsk
Der Grand Prix Minsk ist ein Straßenradrennen für Männer in Belarus.
Das Eintagesrennen fand erstmals im Jahr 2015 statt und wird vom Minsk Cycling Club organisiert. Die Austragungen 2020 und 2021 wurden aufgrund der Covid-19-Pandemie abgesagt. Die Strecke führt auf einem Rundkurs durch die belarussische Hauptstadt Minsk. Das Rennen ist Teil der UCI Europe Tour und in die UCI-Kategorie 1.2 eingestuft.

## Sieger
| Jahr | Sieger           | Zweiter          | Dritter             |          |
| ---- | ---------------- | ---------------- | ------------------- | -------- |
| 2015 | Sjarhej Papok    | Roman Maikin     | Vasyl Malynivskyi   |          |
| 2016 | Sjarhej Papok    | Andris Smirnovs  | Jauhen Hutarowitsch |          |
| 2017 | Yauheni Karaliok | Norman Vahtra    | Emīls Liepiņš       |          |
| 2018 | Mikalaj Schumau  | Marek Rutkiewicz | Yauheni Akhramenka  |          |
| 2019 | Norman Vahtra    | Martin Laas      | Georgios Bouglas    |          |
| 2020 | abgesagt         | abgesagt         | abgesagt            | abgesagt |
| 2021 | abgesagt         | abgesagt         | abgesagt            | abgesagt |